# Glossina nashi
Glossina nashi är en tvåvingeart som beskrevs av Thomas Henry Potts 1955. Glossina nashi ingår i släktet tsetseflugor, och familjen Glossinidae. Inga underarter finns listade i Catalogue of Life.